# Milan (Tennessee)
Milan é uma cidade localizada no estado norte-americano de Tennessee, no Condado de Gibson.

## Demografia
Segundo o censo norte-americano de 2000, a sua população era de 7664 habitantes.
Em 2006, foi estimada uma população de 7885, um aumento de 221 (2.9%).

## Geografia
De acordo com o United States Census Bureau tem uma área de
20,8 km², dos quais 20,8 km² cobertos por terra e 0,0 km² cobertos por água. Milan localiza-se a aproximadamente 121 m acima do nível do mar.

## Localidades na vizinhança
O diagrama seguinte representa as localidades num raio de 20 km ao redor de Milan.